# Monilicarpa tenuisiliqua
Monilicarpa tenuisiliqua är en kaprisväxtart som först beskrevs av Nikolaus Joseph von Jacquin, och fick sitt nu gällande namn av Cornejo och Iltis. Monilicarpa tenuisiliqua ingår i släktet Monilicarpa och familjen kaprisväxter. Inga underarter finns listade i Catalogue of Life.